# Berlepschia rikeri
Berlepschia rikeri е вид птица от семейство Furnariidae, единствен представител на род Berlepschia.

## Разпространение
Видът е разпространен в Боливия, Бразилия, Колумбия, Еквадор, Френска Гвиана, Гвиана, Перу, Суринам и Венецуела.